# Station Esches
Station Esches is een spoorwegstation in de Franse gemeente Esches.